# Zurmaien
Zurmaien (früher auch: Zurmayen und Zur Mayen, sowie davor: ad Remigium) war ein Gut und Wohnplatz, der heute Teil des Trierer Stadtbezirks Trier-Nord ist.

## Geschichte
Vermutlich spätestens ab der zweiten Hälfte des 6. Jahrhunderts befand sich hier die Kapelle St. Remigius. In der Nähe der Kapelle bestand eine Siedlung von Fischern und Schiffern am Moselufer ebenso wird eine Siedlung ad Remigium erwähnt. Am 25. September 1552 wurde die Kapelle neben anderen Gebäuden wie die ihres Besitzers, die Abtei St. Maximin, von Truppen des Markgrafen Albrecht Alcibiades von Brandenburg-Kulmbach zerstört. Die Kapelle wurde auch „Sent Remey“ genannt. Aus den Ortsangaben „Zur Remey“ bzw. „Zur Meien“ wurde später der Name „Zurmaien“.
Seit dem Mittelalter war Zurmaien ein Hofgut der Abtei St. Maximin. Bis zu einer Verwaltungsreform im Jahr 1801 war Trier in Hoheitsgebiete aufgeteilt. Zurmaien gehörte hierbei als Exklave zur Maximinischen Hoheit und wurde danach der neuen Gemarkung Zurlauben zugeteilt. Die Nutzung als Hofgut der Abtei endete im Zuge der Säkularisation 1802. 1805 erwarb der spätere Regierungsrat Jacob Christian Schmeltzer das Anwesen und bewirtschaftete es selbst. Er nahm in der ersten Hälfte des 19. Jahrhunderts einen Umbau vor. Das Gut blieb bis 1897 in Familienbesitz, ehe es an die Vereinigten Hospitien verkauft wurde. In deren Besitz befand sich Zurmaien bis 1905 (einzelne dazugehörige Parzellen noch länger). 1905 kaufte die Rudergesellschaft Trier das Grundstück. Zum Zeitpunkt des Kaufs bestand das Grundstück aus dem Haupthaus, Wirtschaftsgebäuden (Stallungen und Remisen), einem Park und einem Obstgarten. Die Rudergesellschaft nutzte die Gebäude als Vereinsheim bzw. Bootshaus und baute die Gebäude dafür im Inneren um.

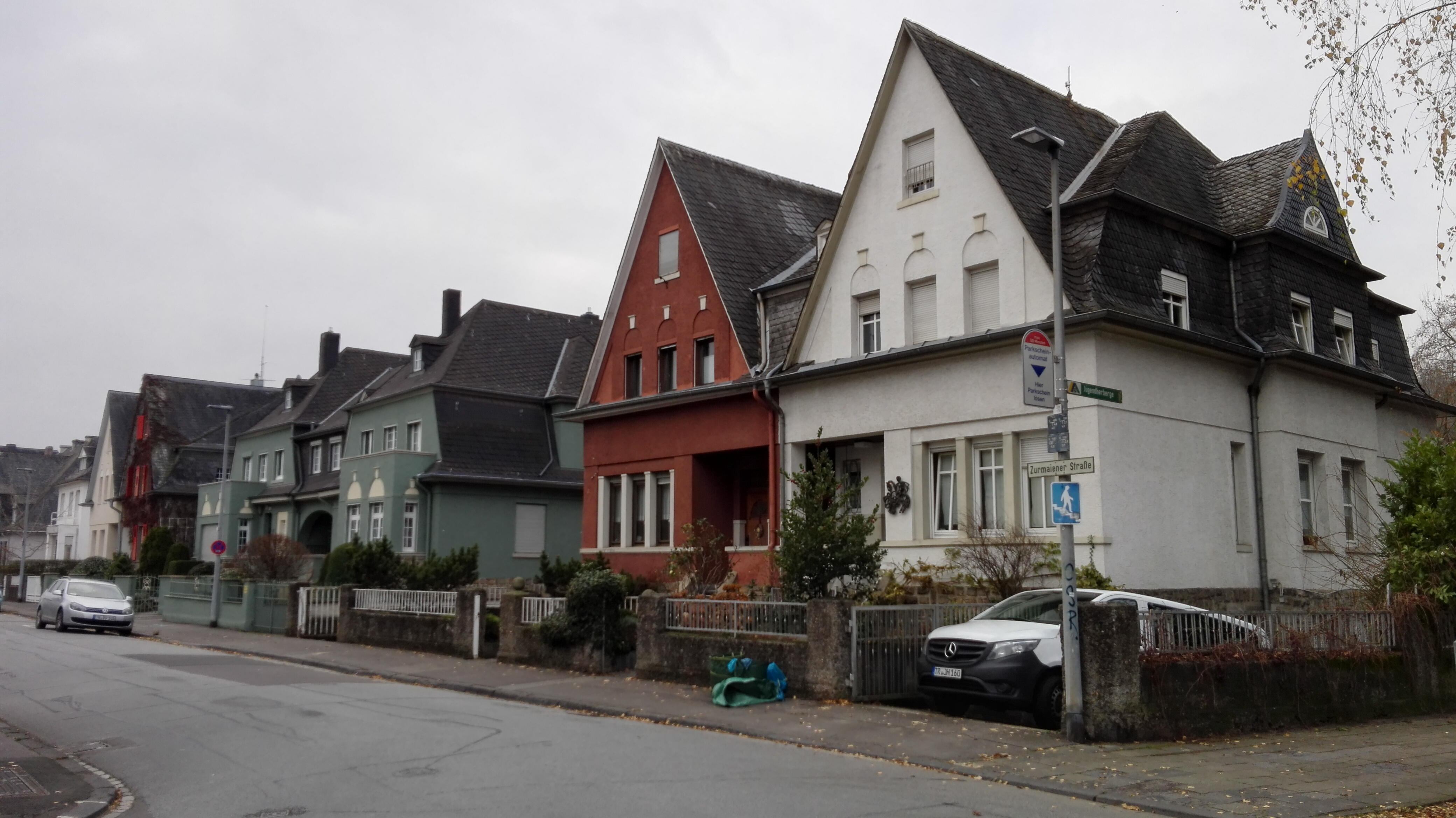
Zurmaiener Straße 27–34, Häuser 1913 erbaut

1913 wurde ein Teil des Grundstücks an die „Baugesellschaft Zurmayen“ verkauft, die Wohnungen in Form von vier Doppelhäusern und zwei Einzelhäusern errichten ließ. Die Bauten erstreckten sich entlang der Ecke Zurmaiener Straße/Maarstraße (heute: An der Jugendherberge). Zwei Pavillons, die an der Zufahrt zum ursprünglichen Anwesen standen, wurden aufgrund des Bauvorhabens abgerissen. In das Gebäude Zurmaiener Straße 30/32 wurde eine Durchfahrt integriert. Die Ansiedlung wurde anfangs als „Siedlung Zurmayen“ bezeichnet. Heute ist sie nicht mehr besonders benannt.
Der Bau der Neuen Zurmaiener Straße (heute: Ascoli Piceno Straße) Mitte der 1960er Jahre durchschnitt das Gelände und es wurden ein Doppelhaus und die Gebäude des ehemaligen Guts abgerissen. Heute noch erhalten sind drei der Doppelhäuser und ein Einzelhaus an der Zurmaiener Straße sowie ein Einzelhaus an der heutigen Straße „An der Jugendherberge“. Auf dem übrig gebliebenen restlichen Grundstück hat nach wie vor die Rudergesellschaft mit einem 1964 eingeweihten neuen Bootshaus ihren Sitz. Eine alte Platane auf diesem Gelände ist erhalten geblieben und ist als Naturdenkmal verzeichnet.

### Entwicklung des Gebiets

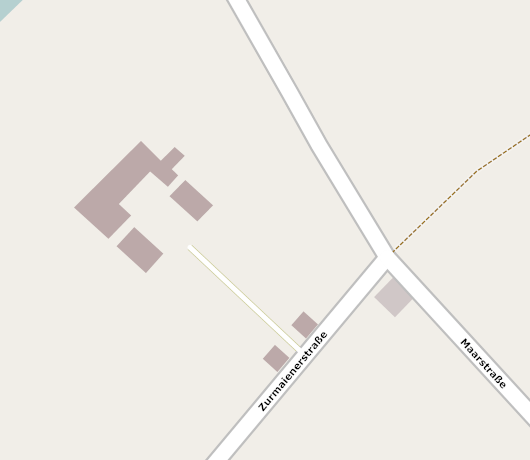
Situation 1900
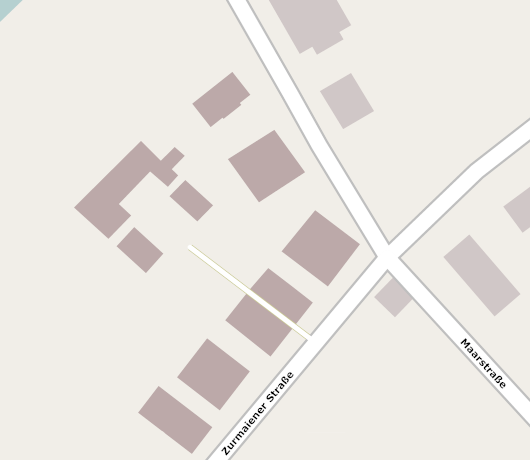
Situation 1939
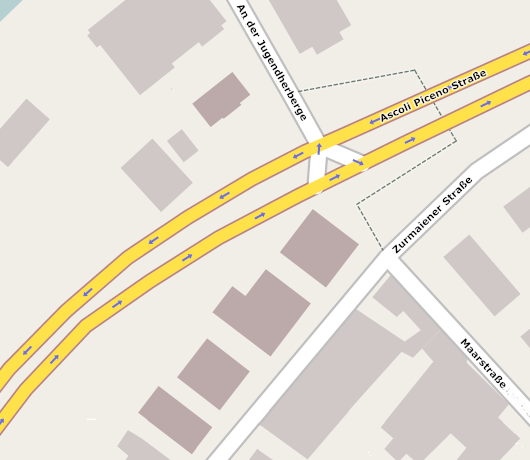
Situation 2016